# باشگاه فوتبال لندن ای‌پی‌اس‌ای
باشگاه فوتبال لندن ای‌پی‌اس‌ای (به انگلیسی: London All Peoples' Sports) یک باشگاه فوتبال در شهر فورست گیت، کشور انگلستان است که در سال ۱۹۹۳ میلادی تأسیس شده‌است.